# Залив Панфиловцев
Залив Панфиловцев (ранее — Залив Сталина) — залив в архипелаге Северная Земля, расположенный у западного берега острова Октябрьской Революции. Западный берег — полуостров Жилой, отделяющий залив от залива Узкий. В залив впадает река Подъёмная, небольшие ручьи.
Назывался в честь Секретаря ЦК ВКП(б) И. В. Сталина. Позже был назван в честь героев-панфиловцев.